# Triquetrum (astronomia)
.

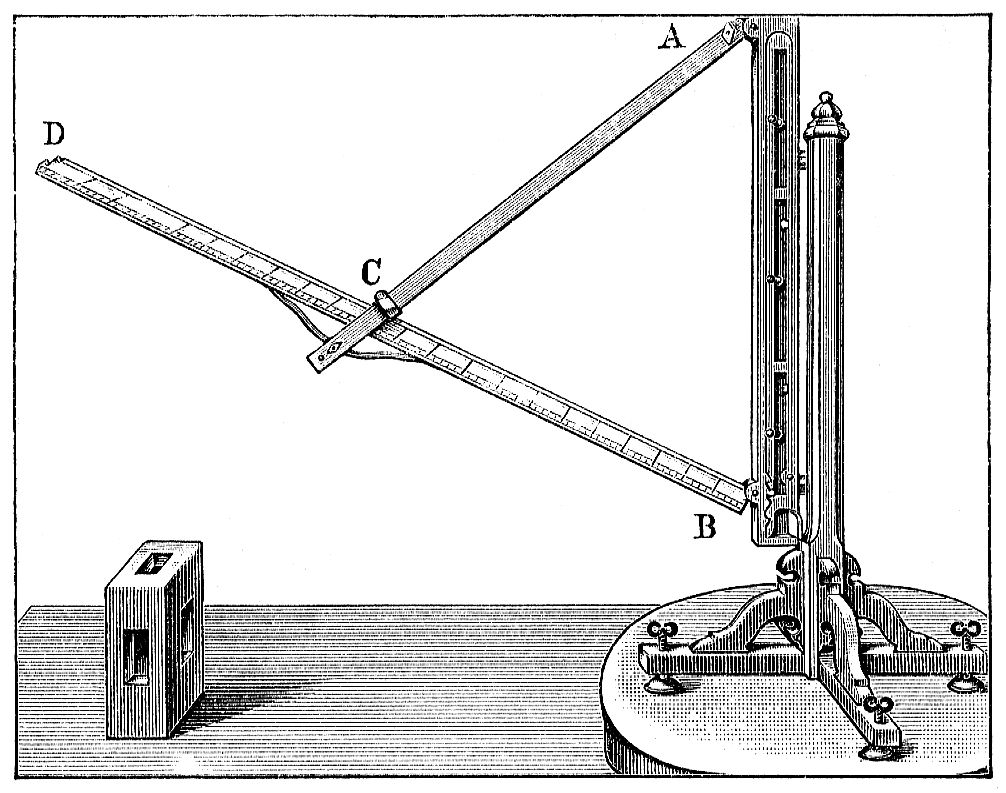
O triquetrum de Copérnico

O triquetrum (derivado do latim tri- ("três") e quetrum ("quinas")) foi o nome medieval para um antigo instrumento astronômico primeiramente descrito por Ptolemeu no Almagesto (V. 12). Também conhecido como Réguas Paraláticas, foi usado para determinar a altura de corpos celestes. Ptolemeu o chama de "instrumento paralático" e parece tê-lo usado para determinar a distância do zênite e a paralaxe da Lua.
Ele realizou a mesma função que o quadrante e foi inventado para sobrepujar a dificuldade de graduar arcos e círculos. Consistia de uma posição vertical com uma escala graduada e duas alavancas giradas articuladas no topo e na base, a alavanca superior carregando as alças. As duas foram unidas para que suas extremidades pudessem deslizar. Assim que uma pessoa observava ao longo da alavanca superior, a mais baixa mudava seu ângulo. Ao ler a posição da vara inferior, em combinação com o comprimento vertical, a distância do zênite (ou, alternativamente, a altura) de um corpo celeste poderia ser calculada.
O triquetrum foi um dos instrumentos astronômicos mais populares até a invenção do telescópio, ele poderia medir ângulos com uma precisão melhor do que o  astrolábio. Copérnico descreve seu uso no quarto livro do De revolutionibus orbium coelestium sob o título "Instrumenti parallactici constructio." O instrumento também foi usado por Tycho Brahe.